# Rafohy
Rafohy (Malagassisch voor 'de kleine') was een Vazimba-koningin en regeerde in Alasora, een plaats in de centrale hooglanden van Madagaskar. 

## Biografie
Rafohy besteeg de troon na de dood van de Vazimba-koningin Rangita, omstreeks het jaar 1530. Het is aan de hand van de Malagassische legendes onduidelijk of Rangita de moeder of de adoptieve zuster van Rafohy was. Zo is ook onduidelijk wie van deze twee koninginnen de moeder was van Andriamanelo, de stichter van het Koninkrijk Imerina. Wat uit de legendes wel is op te maken, is het feit dat de moeder van Andriamanelo (Rafohy of Rangita) twee keer trouwde. Uit het eerste huwelijk had ze een zoon genaamd Andriamananitany, uit het tweede huwelijk met Manelobe, een Hova uit de regio van Anosy, kreeg ze een dochter genaamd Rafotsindrindramanjaka en haar zoon Andriamanelo. Normaal gesproken hadden de Vazimba een koningin aan het hoofd, maar Andriamanelo's moeder wees tegen deze gewoonte in Andriamanelo aan als haar troonopvolger.
Rafohy regeerde tot haar dood rond het jaar 1540, waarop Andriamanelo de troon in Alasora besteeg. Vazimba's werden na hun dood traditioneel ondergedompeld in 'heilige wateren', soms nadat ze in een uitgeholde boomstam als doodskist waren gelegd. Volgens Malagassische overleveringen werd het lichaam van Rafohy in een zilveren kist in de vorm van een prauw gelegd, waarop ze werd ondergedompeld in een moeras.

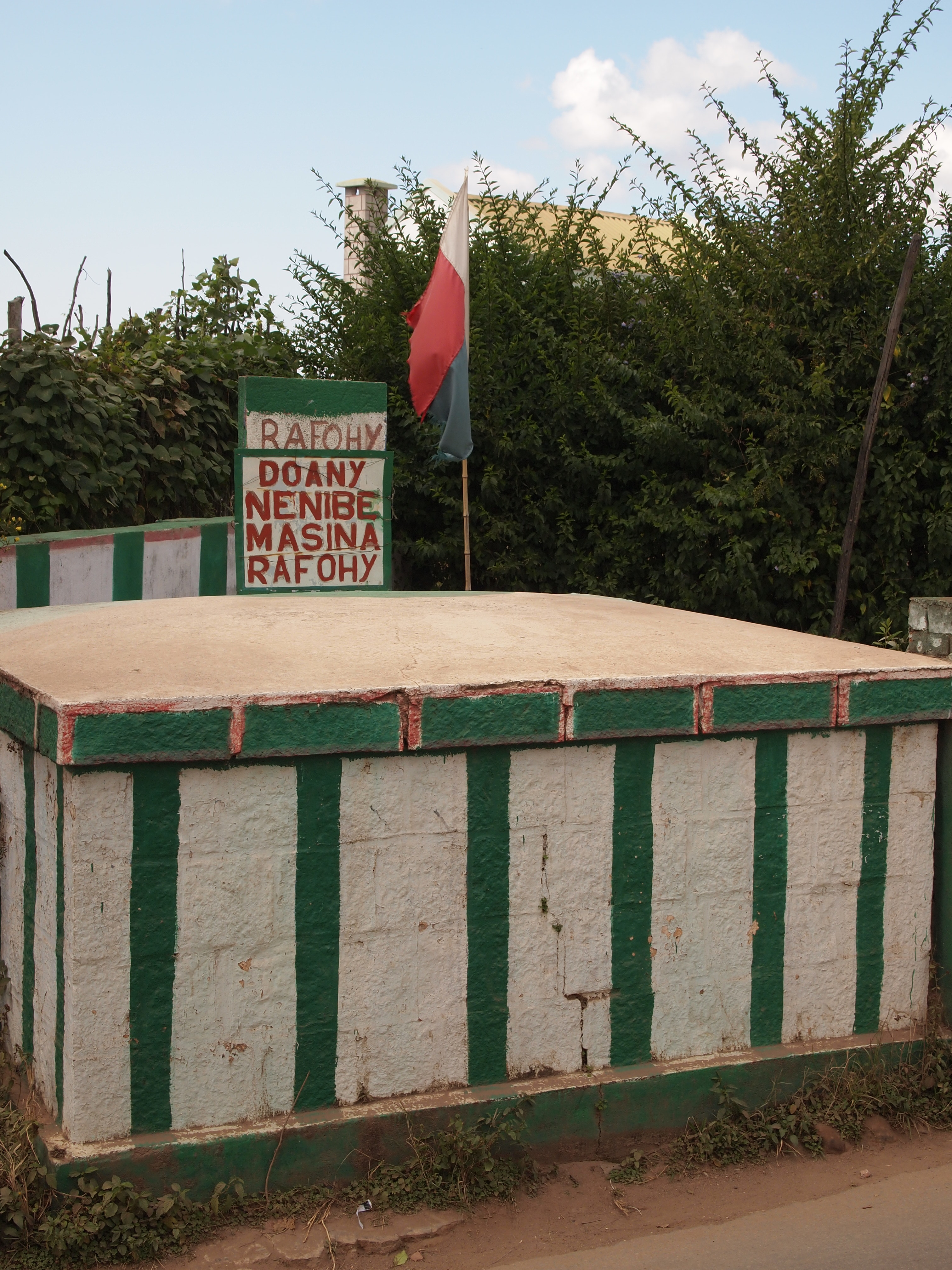
Symbolisch graf van Rafohy in Alasora